# Яхимович, Эрик Николаевич
Эрик Николаевич Яхимович (бел. Эрык Мікалаевіч Яхімовіч; род. 6 сентября 1968, Минск) — советский и белорусский футболист, защитник, полузащитник. Мастер спорта СССР (1989).

## Карьера

### Клубная
Воспитанник минского футбола, с 1986 года играл в местном «Динамо». В 1989—1993 годах в чемпионате СССР и чемпионате Беларуси в составе команды провёл 92 матча, забил 6 голов.
Летом 1994 года перешёл в московское «Динамо».
Летом 1997 был отдан в аренду в турецкий «Ванспор», через год вернулся в «Динамо».
В 2001—2002 годах снова играл в Турции, в «Газиантепспоре», с которым разорвал контракт, отказался от недоплаченной части денег, получил на руки трансферный лист и стал свободным агентом.
Из последнего клуба — китайского «Шаньдун Лунэн» — также ушёл со скандалом, досрочно прекратив с клубом контракт из-за конфликта с главным тренером Валерием Непомнящим.

### Тренерская
После возвращения в Москву занялся бизнесом, поступил в Высшую школу тренеров, работал детским тренером в динамовской школе. С 2007 года был тренером-селекционером «Динамо», уволен в августе 2013.

## Достижения
«Динамо» (Минск)
- Чемпион Беларуси (3): 1992, 1992/93, 1993/94
- Обладатель Кубка Беларуси (2): 1992, 1993/94
- Обладатель Суперкубка Беларуси (Кубок сезона): 1994

«Динамо» (Москва)
- Обладатель Кубка России: 1994/95
- Финалист Кубка России (2): 1996/97, 1998/99
- Серебряный призёр чемпионата России: 1994
- Бронзовый призёр чемпионата России: 1997

«Газиантепспор
- Бронзовый призёр чемпионата Турции 2000

## Личная жизнь
Женат, дочь Эрика занимается в теннисной школе ЦСКА.